# Adenta
Adenta är ett distrikt i Ghana.   Det ligger i regionen Storaccra, i den södra delen av landet, 18 km norr om huvudstaden Accra.